# Петровец (Лекеник)
Петровец је насељено место у општини Лекеник, у Туропољу, Хрватска, до нове територијалне организације у саставу бивше велике општине Сисак.

## Становништво
На попису становништва 2011. године, Петровец је имао 334 становника.

## Попис1991.
На попису становништва 1991. године, насељено место Петровец је имало 306 становника, следећег националног састава:
| Попис 1991.‍ | Попис 1991.‍ | Попис 1991.‍ | Попис 1991.‍ | Попис 1991.‍ |
| ----------- | ----------- | ----------- | ----------- | ----------- |
|             |             |             |             |             |
| Хрвати      | Хрвати      |             | 300         | 98,03%      |
| Срби        | Срби        |             | 3           | 0,98%       |
| Муслимани   | Муслимани   |             | 1           | 0,32%       |
| непознато   | непознато   |             | 2           | 0,65%       |
| укупно: 306 |             |             |             |             |